# Македония (1902)
Вижте пояснителната страница за други значения на Македония.
„Македония“ с подзаглавие Независим политически вестник е български вестник, излизал в Русе в 1902 година.
Редактор на вестника е Шанов. Печата се в печатницата на Спиро Гулабчев. От втори брой стопанин е С. Динев.
Вестникът излиза веднъж в месеца. Стреми се да поддържа самостоятелен политически курс, необвързан с основните течения в националноосвободителното движение – представлявани от вече влезлите в конфликт помежду си Върховен комитет и Вътрешна организация.